# Gora Gubareva
Gora Gubareva (englische Transkription für russisch Гора Губарева Gora Gubarewa) ist ein Nunatak an der Hillary-Küste in der antarktischen Ross Dependency. Er ragt südwestlich der Olson Peaks am Westrand des Ross-Schelfeises auf.
Russische Wissenschaftler benannten ihn. Der weitere Benennungshintergrund ist nicht überliefert.